# Belcanto
Il belcanto, bel canto o belcantismo è una tecnica di canto virtuosistico caratterizzata dal passaggio omogeneo dalle note gravi alle acute, da agilità nell'ornamentazione e nel fraseggio e dalla concezione della voce umana come strumento.
Si tratta di un termine musicale di origine italiana, riferito in modo più generale all'arte e alla scienza della tecnica vocale, affermatosi nel tardo XVI secolo.
La diffusione della melodia composta per una sola voce (la monodia accompagnata del "recitar cantando") diede la possibilità anche ai compositori, oltreché ai cantanti, di curare maggiormente la disciplina del canto, che si concretizzò con la stesura di vari esercizi, chiamati solfeggi, atti ad allenare la voce ad una migliore esecuzione delle opere. I compositori dell'epoca (ad esempio esponenti della scuola musicale napoletana quali Alessandro Scarlatti e Nicola Porpora) favorirono questa tendenza creando melodie di particolare seducente eufonia. 
Tale stile di canto è caratterizzato dalla perfetta uniformità della voce, da un eccellente legato, da un registro lievemente più alto, da un'incredibile agilità e flessibilità e da un timbro morbido. La maggiore enfasi posta sulla tecnica, rispetto al volume, ha fatto sì che sia stato a lungo associato ad un esercizio atto a dimostrare la bravura dell'esecutore.

## Storia
Creatore della scuola del Belcanto fu il romano Giulio Caccini, che da Roma si trasferì a Firenze, ove fondò la scuola di canto in cui fiorirono le voci delle figlie Francesca e Settimia. Nel suo insegnamento, il Caccini fu un rinnovatore della ortofonia vocale e uno dei primissimi compositori di melodrammi; egli lasciò scritte interessanti norme del Belcanto.
Fino a tutto il Settecento il canto sillabico, o recitativo all'italiana, favorito dal cadenzato sillabare dell'italiano, si sviluppa un po' dovunque. È caratterizzato da suoni chiari, morbidi, omogenei, di ritmo elegante e squisitezza formale. Si fa ampio ricorso al flautato e al falsetto che consentono di rendere piacevoli anche le note più alte. il ritmo respiratorio è regolare e coincide sempre e favorisce pause e legati, i passaggi sono morbidi, le aperture, le scale, i vocalizzi, i portamenti si dischiudono luminosi e vellutati.
Si aspira alla bellezza ideale, salvifica e depurata dai drammi della realtà. La distinzione di ruoli e caratteri è del tutto trascurata. La supremazia vocale è prioritaria e sorvola e glissa sulla verosimiglianza scenica della vicenda rappresentata. In due secoli (epoca barocca e classica), quasi esclusivamente nell'opera seria si affermano i cantanti sopranisti, contraltisti o falsettisti naturali, altrimenti detti musici: quasi esclusivamente di estrazione clericale, castrati già in età prepuberale, grazie a questa terribile usanza acquisiscono timbri ricchissimi, estensioni abnormi, ampliando capacità e pienezza polmonare, dolcezza e duttilità espressiva, interpretando, con strabilianti virtuosismi, indistintamente personaggi idealizzati, esotici, mitologici, allegorici, senza predeterminate partiture maschili o femminili (il grande Farinelli com'è noto era un castrato).
Rossini, Bellini e Donizetti sono generalmente indicati come i massimi esponenti di questo stile. In realtà gli spartiti di questi tre compositori non rispondono che in minima parte ai canoni estetici sopra descritti. D'altronde il termine belcanto - proposto per la prima volta da Vittoria Archilei alla fine del Cinquecento - fu utilizzato nell'accezione oggi corrente solo con l'avvento del romanticismo (primi decenni del XIX secolo), periodo a partire dal quale tutti gli operisti, da Bellini e Donizetti a seguire con Wagner, Verdi fino ai veristi Mascagni, Leoncavallo, Giordano, Cilea e particolarmente Puccini, esigettero voci più tese, struggenti, drammatiche e robuste. Chi si oppose a questa nuova tendenza iniziò a lamentarsi della perdita di una tradizione ("Ahinoi, abbiamo perso il nostro bel canto"), attribuendola a Rossini.
Ma nelle opere di Rossini le disomogeneità timbriche sono al contrario uno degli ingredienti vocali più saporiti, basti pensare all'uso del falsettone nelle voci tenorili, che il compositore difese sempre a spada tratta. Ancora più impropria è l'attribuzione di uno stile "belcantistico" a Bellini e Donizetti, la cui vocalità sorprese il pubblico dell'epoca proprio per la sua potenza espressiva, tanto da porre in secondo piano sia l'aspetto puramente tecnico (ancora centrale in Rossini) sia la purezza del suono.
Giuditta Pasta, celebre mezzosoprano del XIX secolo, è stata una delle grandi interpreti dello stile del belcanto italiano. In seguito i soprani Maria Callas, Joan Sutherland, Mariella Devia, Leyla Gencer, Beverly Sills, Montserrat Caballé e Maria Dragoni, i tenori Enrico Caruso,Luciano Pavarotti,John McCormack, Beniamino Gigli, Tito Schipa e Giacomo Lauri-Volpi sono stati tra i maggiori esponenti della tecnica di canto all'italiana del ventesimo secolo. L'evidente differenza tra le rispettive vocalità e repertori, conferma che la scuola italiana del belcanto non è limitabile storicisticamente alle origini considerate belcantistiche in senso stretto, che vanno dalla Camerata Fiorentina fino a Rossini.